# 菲尔·切尼尔
菲利普·切尼尔（英語：Philip Chenier，1950年10月30日—），美国NBA联盟前职业篮球运动员。